# Hypothyris fenestrella
Hypothyris fenestrella är en fjärilsart som beskrevs av William Chapman Hewitson 1854. Hypothyris fenestrella ingår i släktet Hypothyris och familjen praktfjärilar. Inga underarter finns listade i Catalogue of Life.